# Chapelle Saint-Antoine-de-Padoue de Vielle-Aure
Pour les articles homonymes, voir Chapelle Saint-Antoine.
La chapelle Saint-Antoine de Padoue de Vielle-Aure  est un édifice religieux catholique située à Vielle-Aure, dans le département français des Hautes-Pyrénées en région Occitanie.

## Localisation
La chapelle est située dans le département français des Hautes-Pyrénées, en vallée d'Aure, dans le centre du vieux bourg de Vielle-Aure.

## Historique
La chapelle de style roman remonte au XVIe siècle, construite par Bernard de Devèze et reconstruite au XXe siècle.

## Architecture
La chapelle est un rectangle orienté est-ouest, prolongé par une abside semi-circulaire à l'est.

La chapelle est surmontée à l’ouest d’un clocheton avec une cloche qui date du XVIe siècle ornée de bas-reliefs représentant Marie la crucifixion, Saint Michel et sainte Barbe

## Galerie de photos

Sélection de vues de la chapelle
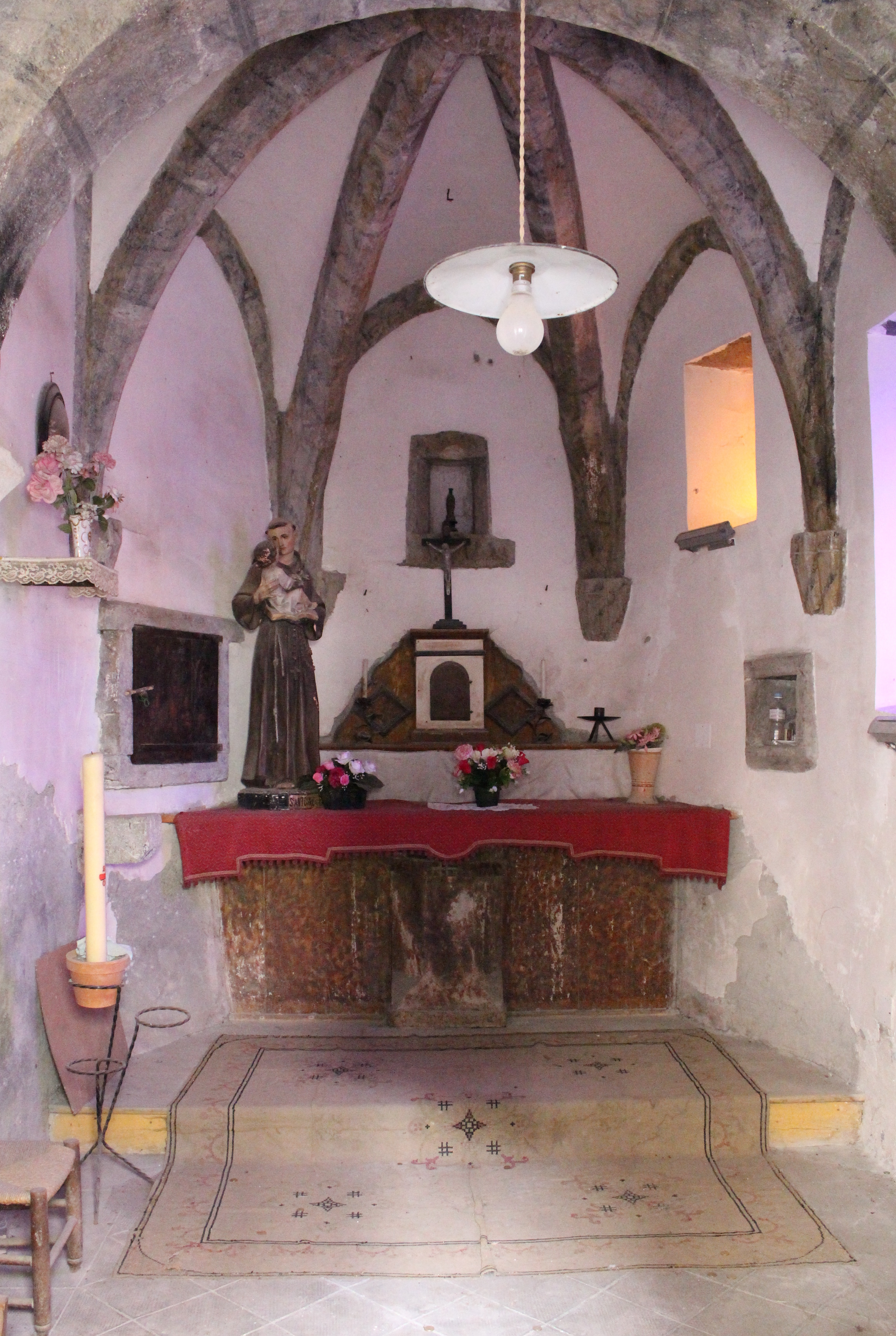
L’intérieur
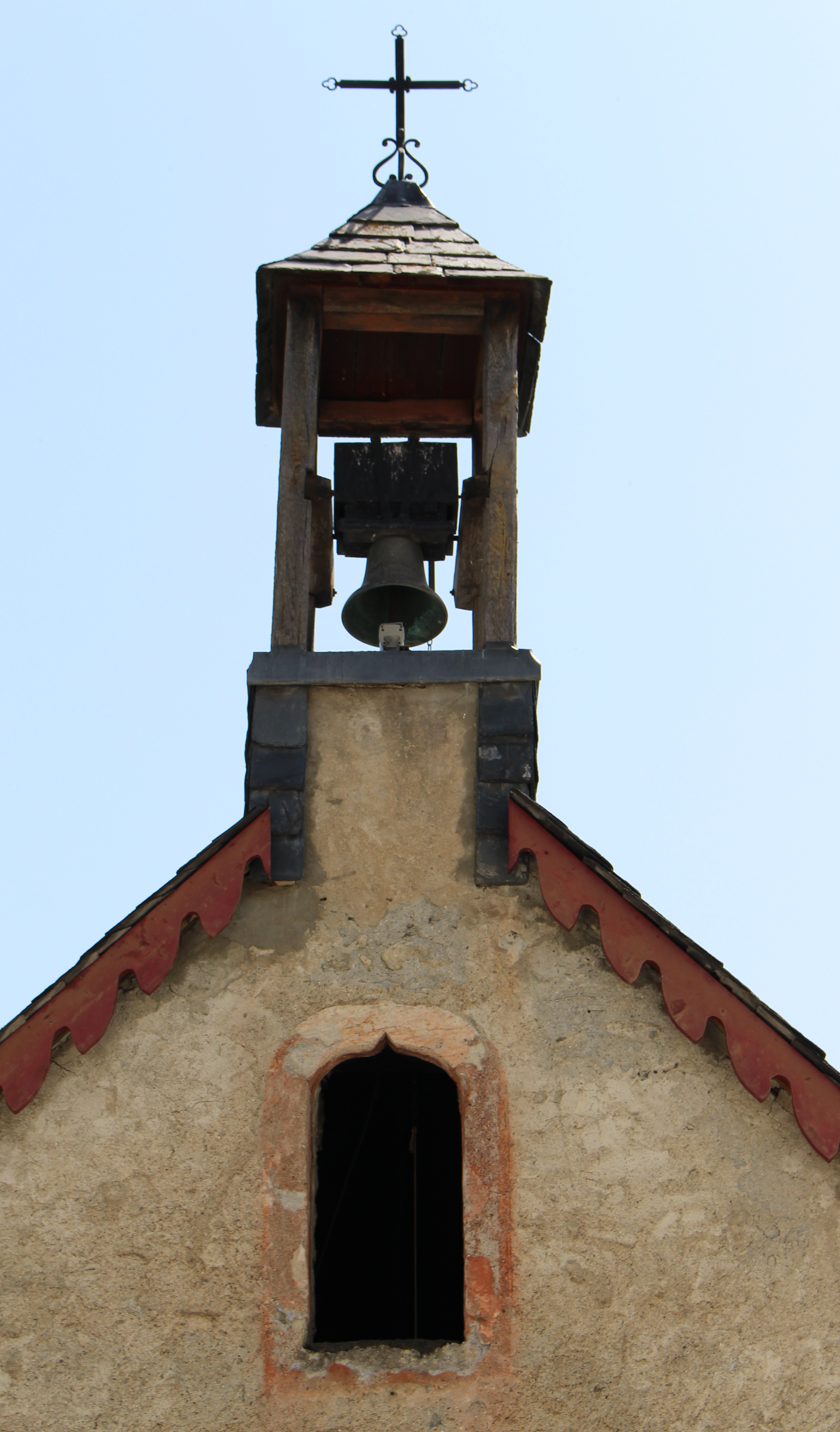
Le clocher